# Nesticus kaiensis
Nesticus kaiensis là một loài nhện trong họ Nesticidae.
Loài này thuộc chi Nesticus. Nesticus kaiensis được Takeo Yaginuma miêu tả năm 1979.